# Parafia św. Klemensa w Ustroniu
Parafia św. Klemensa – rzymskokatolicka parafia znajdująca się w centrum Ustronia. Należy do Dekanatu Wisła diecezji bielsko-żywieckiej. Jest prowadzona przez księży diecezjalnych. W 2005 r. zamieszkiwało ją około 5000 katolików.
Po raz pierwszy wzmiankowana w spisie świętopietrza z 1447 r., a drewniany kościół istniał w Ustroniu prawdopodobnie od 1444 r. w miejscu, na którym znajduje się stary cmentarz katolicki W okresie reformacji znaczna część mieszkańców zmieniła wyznanie na luteranizm i przejęła tenże kościół parafialny. Odebrała im go specjalna komisja w 1654 r. i uczyniła zeń filię parafii w Goleszowie. W 1784 r. kościół był tak zniszczony, że musiał przestać być użytkowany, a w 1787 r. został rozebrany. Zastąpiła go powiększona kaplica zlikwidowanego sierocińca, poświęcona w 1788 r. już jako kościół parafialny (parafię reerygowano w 1785 r.).
Stary cmentarz katolicki przy ul. Daszyńskiego powstał wokół wzmiankowanego wyżej dawnego, drewnianego kościoła. Najprawdopodobniej w miejscu ołtarza głównego rozebranego kościoła ustawiono pamiątkowy, centralny krzyż. W połowie XIX w. w jego miejsce ówczesny proboszcz Karl Kraus postawił nowy krzyż. Ten w 1873 r. został zastąpiony kolejnym, obecnym kamiennym krzyżem (podlegał renowacji w 2022 r.). Na cmentarzu zachowało się także wiele starych kamiennych i żeliwnych krzyży nagrobnych z XIX i początków XX w. Najstarszym jest wykonany z piaskowca barokowy krzyż z 1790 r. na grobie pierwszego proboszcza nowo erygowanej parafii, księdza Franciszka Entzendorfera (krzyż odrestaurowano w 2001 r.).